# Claus Juell
Claus Ludvig Juell (Moss, 5 febbraio 1902 – Moss, 19 dicembre 1979) è stato un velista norvegese, vincitore della medaglia d'oro nella classe 10 metri (regole 1907) a Anversa 1920 a bordo dell'imbarcazione Eleda.

## Palmarès
- Giochi olimpici

Anversa 1920: oro nella classe 10 metri (regole 1907).